# Lelantijnse Oorlog
De Lelantijnse Oorlog was een militair conflict tussen de twee oud-Griekse stadstaten Chalkis en Eretria in Evia dat plaatsvond aan het begin van de Archaïsche periode, op een gegeven moment tussen ca. 710 en 650 v.Chr.
De reden voor oorlog was, volgens de traditie, de strijd voor de vruchtbare "Lelantijnse Vlakte" op het eiland Evia. Vanwege het economische belang van de twee deelnemende poleis, breidde het conflict zich aanzienlijk uit, met veel andere stadstaten die deelnamen aan een van beide zijden. Dit resulteerde in oorlog in vrijwel heel Griekenland. De historicus Thucydides beschreef de Lelantijnse Oorlog als uitzonderlijk, de enige oorlog tussen de mythische Trojaanse Oorlog en de Perzische Oorlogen van het begin van de 5e eeuw v.Chr. waarbij steden geholpen werden door andere Griekse steden.